# Gotlandsdricka

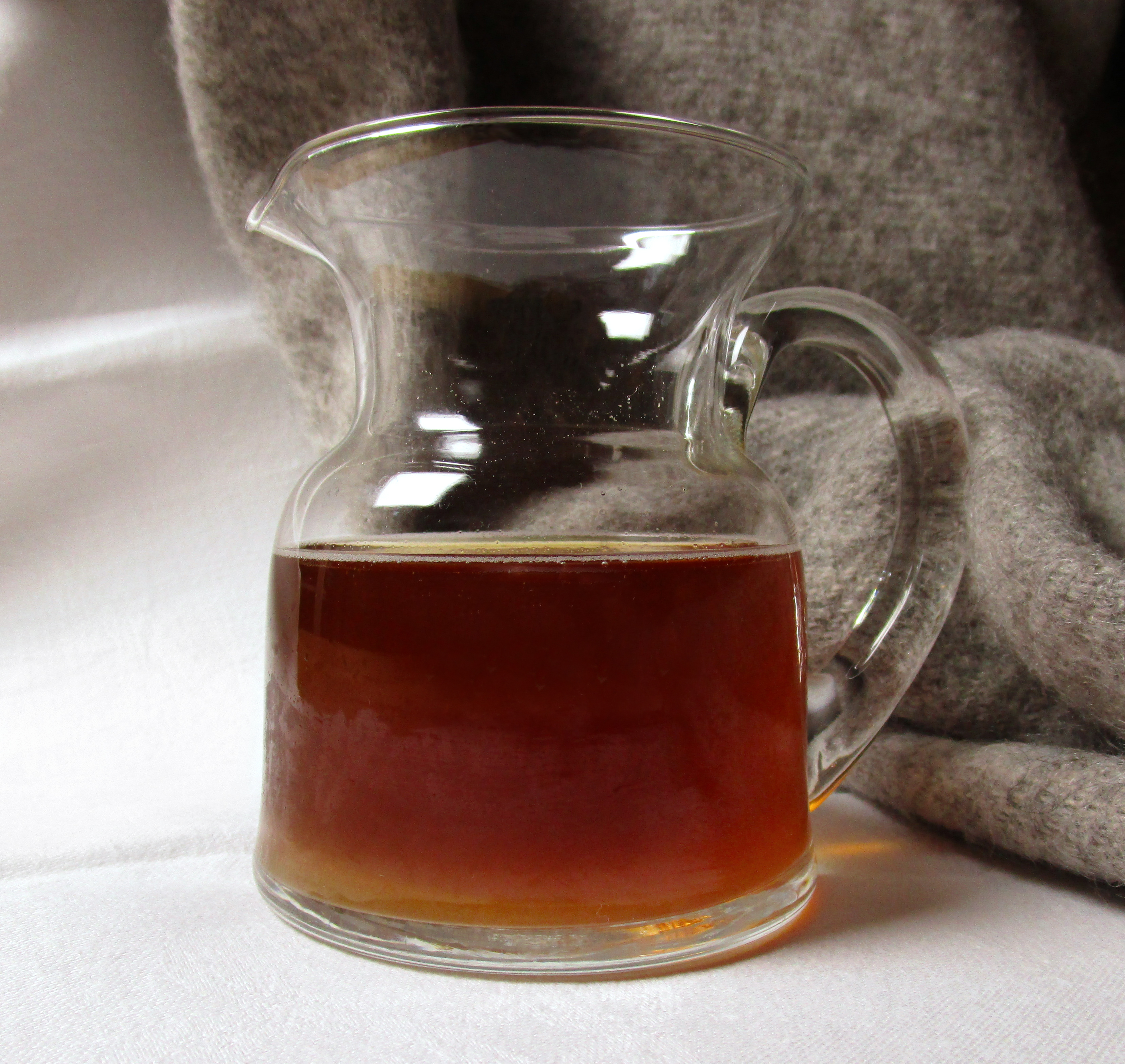
Um jarro de gotlandsdricka

Gotlandsdricka (no moderno dialeto Gutnish drikke ou drikko) é uma bebida alcoólica tradicional caseira feita na ilha de Gotlândia, na Suécia. É um tipo de cerveja, intimamente relacionado com a finlandesa sahti, com um sabor que remete a defumado, amargo, doce e picante (das bagas de zimbros). É semelhante a uma bebida usual durante a Era Viquingue na maioria dos países Nórdicos. A tradição da cerveja drikke sobreviveu em Gotlândia, um processo que era originalmente realizado, exclusivamente, por mulheres. Como é difícil de produzir para distribuição comercial, tornou-se uma marca cultural para os Gotlanders. 

## A bebida
Drikke é uma bebida alcoólica tradicional e caseira, fermentada, não filtrada e não pasteurizada feita na ilha de Gotland, no Mar Báltico. Os ingredientes principais são os ramos de zimbros, malte, lúpulo, fermento, água e o açúcar. O sabor remete a defumado, amargo-doce, encorpado e picante com uma significativa presença do zimbro. Geralmente a coloração varia do amarelo-escuro ao marrom dourado, às vezes, com uma tonalidade cor-de-rosa e um pouco turva, é geralmente consumida enquanto ainda está fresca. O Drikke leva cerca de uma semana para fermentar e deve ser consumido dentro de mais duas semanas. 

## História

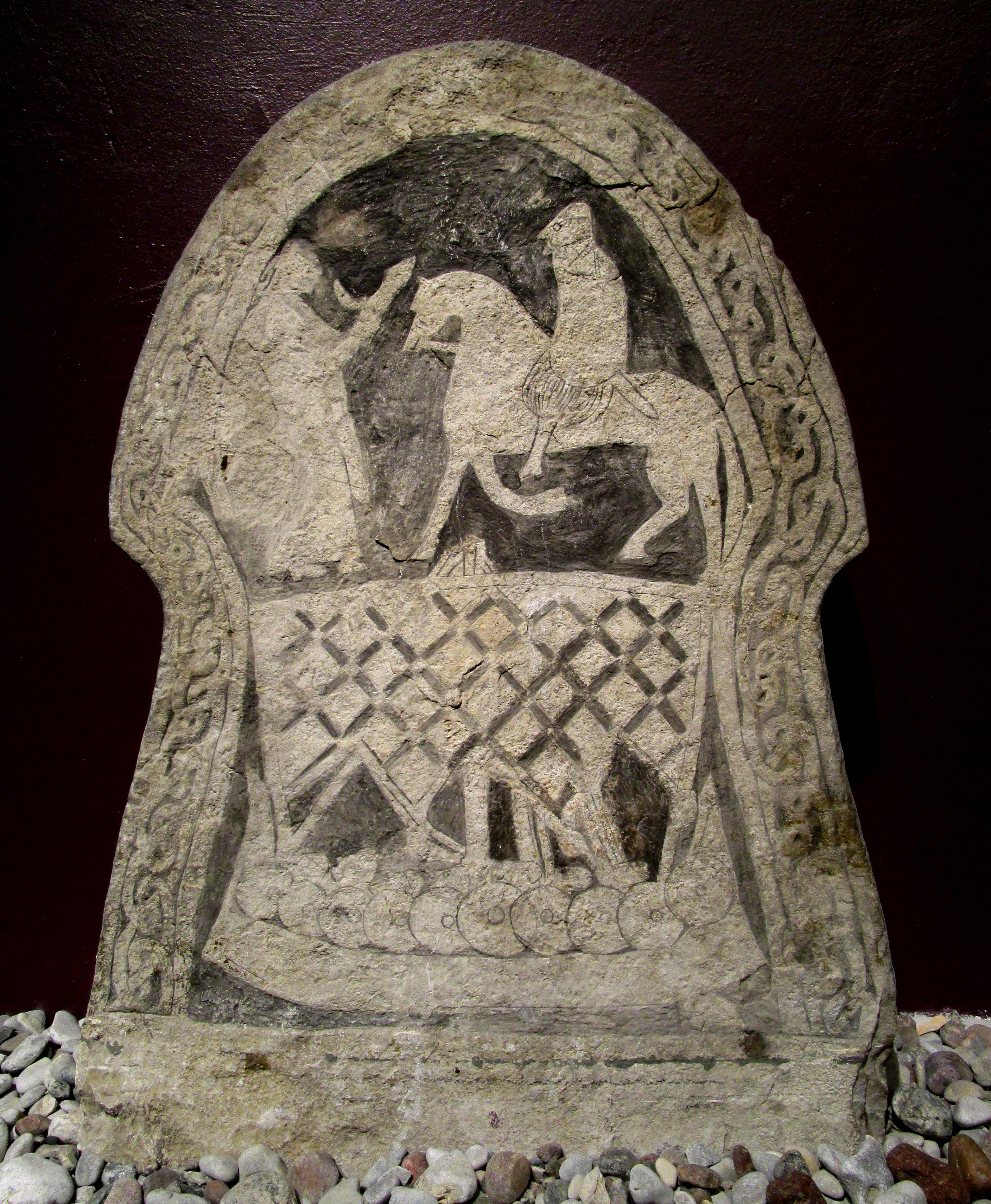
Uma mulher oferecendo uma bebida a um Viquingue. Imagem de pedra de Halla, Gotlândia c. século VIII-IX

O nome gotlandsdricka significa, literalmente, "Bebida da Gotlândia". Gotlandeses tomam muito cuidado para distinguir entre drikke e a cerveja. Na Suécia antes da industrialização, essas bebidas eram feitas a partir de malte, zimbros, xarope de bétula e mel. A bebida feita a partir de zimbro era considerada a bebida dos pobres e a de bétula ainda mais. Já as bebidas de malte eram considerados como os melhores e eram servidos em ocasiões especiais. 